# القسم السياسي (جيستابو)
القسم السياسي (بالألمانية: Politische Abteilung) والذي سُمي أيضًا "معسكر الاعتقال جيستابو "، هو واحد من الأقسام الخمسة في معسكرات الاعتقال النازية التي أنشأتها مفتشية معسكرات الاعتقال (CCI) لتشغيل المخيمات. تطورت الإدارة السياسية إلى كل من الغيستابو والشرطة الجنائية (كريبو)، وتطورت الإدارة السياسية لتصبح الأكثر أهمية بين الأقسام الأخرى.

## خلفية
تم تعيين ثيودور إيكي من قبل زعيم الرايخ إس إس هاينريش هيملر لإنشاء نظام لإدارة معسكرات الاعتقال.   رسم إيكي لوائح للحراس والسجناء وأقام خمسة أقسام للإشراف على المخيم.
الأقسام الخمسة هي:
Abteilung I : مقر القيادة
Abteilung II : قسم سياسي
Abteilung III : معسكر الاعتقال الوقائي
Abteilung IV : الإدارة العامة
Abteilung V : وحدة طبية
اعتبارا من صيف عام 1936، كان Politische Abteilung (الدائرة السياسية) جزءا إلزاميا من هيكل قيادة معسكر اعتقال. على عكس الإدارات الأخرى، لم يكن تحت إشراف معسكرات الاعتقال، بل مكتب الغيستابو المحلي أو بعد سبتمبر 1939، Amt IV (الجستابو) من مكتب الأمن الرئيسي للرايخ (RSHA). عادة ما كان رئيس القسم ونائبه ضباطًا في الجستابو أو كريبو، أو كانوا أعضاء في الشرطة الأمنية الألمانية (SD). كان الموظفون الآخرون في القسم أعضاء في فافن إس إس، من الناحية الفنية أيضًا ضباط الغيستابو، ولكن كأعضاء SS، ينتمون إلى Stabskompanie، الشركة التابعة لمقر القيادة وبالتالي إلى السلطة التأديبية للقائد والمساعد.

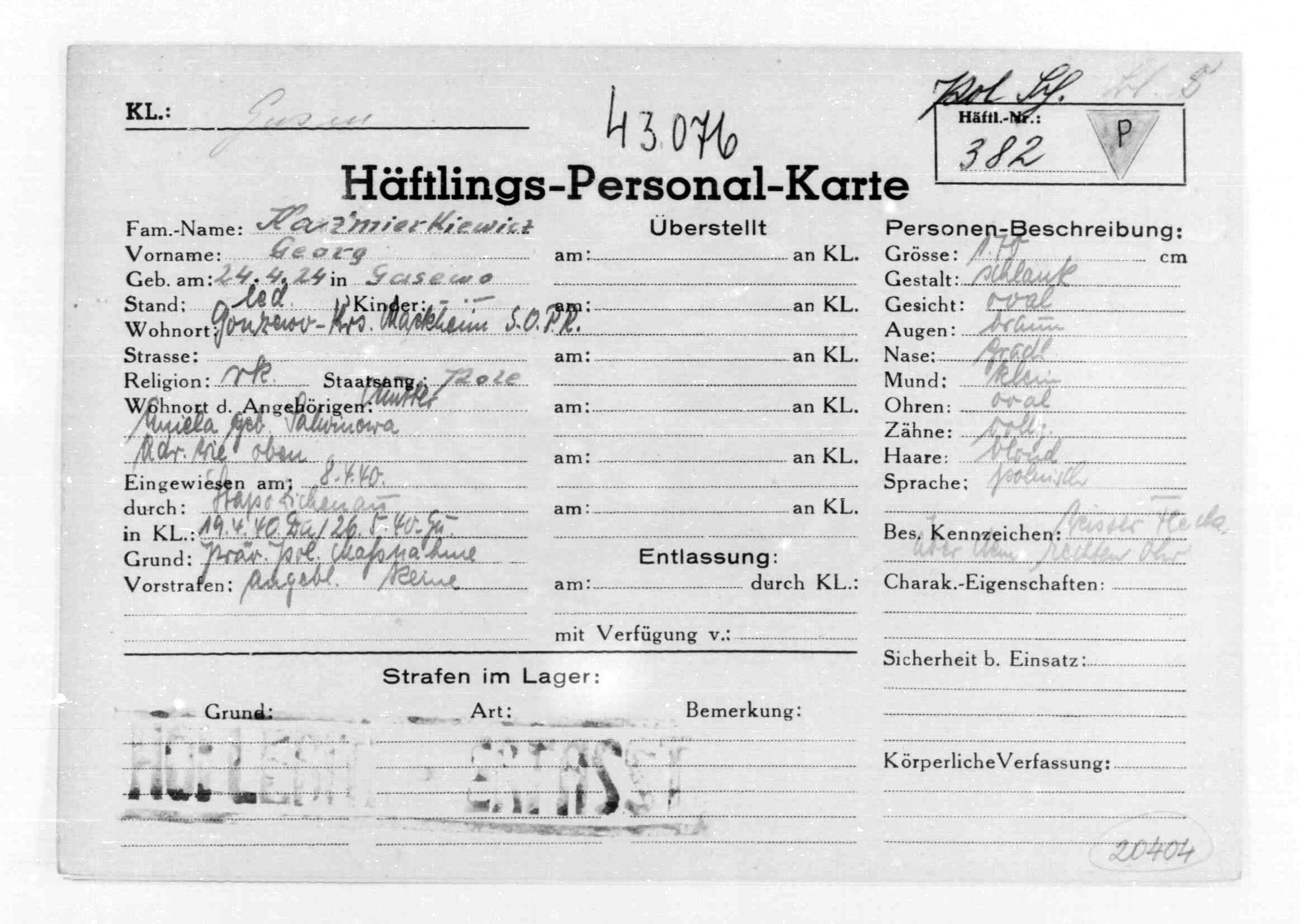
Prisoner file with note on penalties at the concentration camp

## المسؤوليات
تم تقسيم الدائرة السياسية إلى خمسة أو ستة أقسام أخرى، والتي عالجت مهام محددة. في محتشد أوشفيتز، على سبيل المثال، تألفت الدائرة السياسية من:
- وثائق التعريف
- التحقيقات
- الاستجوابات
- خدمة ذكية
- مراقبة
- مسجل المخيم (أحيانًا بالتزامن مع الإشراف على محرقة الجثث)

تعامل مسجل المخيم مع تسجيل السجناء عند دخولهم وعند مغادرتهم، سواء بالإفراج أو النقل أو الهروب أو الوفاة. تم إنشاء ملفات سجين، صور شخصية، وصف بدني، تم تقديم تفاصيل موجزة عن حياة السجين وبصمات الأصابع.
كما تعاملت Politische Abteilung مع عمل الشرطة في المخيمات، وقسمت هذا العمل مرة أخرى إلى أقسام فرعية محددة. أعدت دائرة المراقبة أوراق هوية للسجناء، وتولت تحقيقات واستجوابات أخرى، ومراقبة ثالثة للسجناء. وشمل ذلك محاربة مجموعات مقاومة المخيمات السرية، ومنع الهروب. كانت الدائرة معروفة باستجواباتها القاسية وتعذيبها وإعداماتها، وخوف السجناء من أفراد هذه الدائرة من قبل السجناء.
تعاملت الإدارة أيضًا مع المراسلات مع الجستابو وكريبو و RSHA. بالنسبة للسجين، يمكن أن تعني الدائرة السياسية، في عالم كئيب لمعسكر اعتقال، مكانًا لطيفًا للعمل، أو قد يعني التعذيب والإعدام.